# Karkop
Karkop – wieś w Armenii, w prowincji Lorri. W 2011 roku liczyła 323 mieszkańców.